# Ягодинка Вторая
Ягоди́нка Втора́я (укр. Ягодинка Друга) — село на Украине, основано в 1932 году. Находится в Хорошевском районе Житомирской области.
Население по переписи 2001 года составляет 66 человек. Почтовый индекс — 12114. Телефонный код — 4145. Занимает площадь 0,46 км².

## Адрес местного совета
12114, Житомирская область, Хорошевский р-н, с. Ягодинка, ул. Молодёжная, 1, тел.: 9-53-78